# Doña Remedios Trinidad
Doña Remedios Trinidad là một đô thị hạng 2 ở tỉnh Bulacan, Philippines. Theo điều tra dân số năm 20007, đô thị này có dân số 19.086 người trong 2.808 hộ.

## Các đơn vị hành chính
Doña Remedios Trinidad được chia thành 8 barangays.
- Bayabas
- Kabayunan
- Camachin
- Camachile
- Kalawakan
- Pulong Sampalok
- Talbak
- Sapang Bulak